# Eta Antliae
Eta Antliae (η Ant / HD 86629 / HR 3947) es una estrella en la constelación de Antlia, la máquina neumática. De magnitud aparente +5,24, es la quinta estrella más brillante de la misma. Se encuentra a 106 años luz de distancia del sistema solar.

## Características
Eta Antliae es una estrella blanco-amarilla de la secuencia principal de tipo espectral F1V y 7164 K de temperatura, similar a η Corvi, π Canis Majoris o η Leporis. Catalogada anteriormente como subgigante e incluso gigante, su luminosidad —6,6 veces mayor que la solar— corresponde a una estrella que, como el Sol, obtiene su energía por medio de la fusión de hidrógeno. Su radio, un 70% mayor que el radio solar, corrobora su estatus como estrella de la secuencia principal.
Con una masa de 1,55 masas solares, su edad se estima en unos 900 millones de años. Como sucede en un gran número de estrellas observadas, tiene un contenido de litio mayor que Sol, concretamente unas 660 veces mayor.
Eta Antliae forma un sistema binario con una compañera de magnitud 11,3. La separación visual entre ambas es de 31,1 segundos de arco, que corresponde a una distancia real entre ellas de más de 1000 UA.